# Гумуриште
Гумуриште је археолошки локалитет који се налази у месту Суркиш, на потезу Гумуриште, општина Подујево, неколико километара југоисточно од града Подујева. 

## Опис културног добра
Налазиште се налази на парцелама које су приватно власништво.  Претпоставља се да се овде налазило римско насеље. Локалитет је непознате величине, а није позната ни њена археолошка стратификација без детаљнијег археолошког проучавања, јер до сада није било пробних ровова или ископа. 
Већина открића из неолитског насеља састоји се од каменог оруђа које су људи из доба неолита користили за обраду земље. Међу површинским налазима уочини су остаци малтера, камена, опеке и керамике. На основу анализа прикупљеног археолошког материјала и случајних налаза откривених као резултат пољопривредних радова који се тамо обављају утврдило се да датују у антички период, тачније да је реч о неолитском центру настањеног током Новог каменог доба.

## Значај
Основ за упис у регистар споменика културе Србије је Решење Покрајинског завода за заштиту споменика културе у Приштини, бр. 80 од 1.3.1986.г. Закон о заштити споменика културе САП Косово (Сл. лист САПК бр. 19/77).